# Lista de diretores de fotografia de Portugal
Esta é uma lista de diretores de fotografia de cinema de Portugal:

## A
- Augusto Cabrita
- Abel Escoto
- Acácio de Almeida
- Alexandre Gonçalves
- António Escudeiro
- António Leal
- António Magalhães
- Aquilino Mendes
- Artur Costa de Macedo

## C
- Carlos Lopes
- Carlos Santana

## D
- Daniel Del-Negro
- Daniel Neves
- Dina Paulista

## E
- Eduardo Serra
- Elso Roque

## F
- Fernando Santos

## H
- Henrique Serra

## I
- Inês Carvalho

## J
- JP Caldeano
- João Pedro Plácido
- João Guerra
- João Lança Morais
- João Moreira
- João Ribeiro
- Jorge Quintela
- José Abel Aboim
- José António Loureiro
- José Luís Carvalhosa
- José Tiago

## L
- Leonardo Simões
- Luís Branquinho

## M
- Manuel Costa e Silva
- Manuel Luís Vieira
- Mário Barroso
- Mário de Carvalho
- Mário Castanheira
- Mário Costa
- Mário Moreira
- Maurice Laumann
- Miguel Sales Lopes
- Moedas Miguel

## O
- Octávio Espírito Santo

## P
- Paulo Marg alho
- Paulo Menezes

## R
- Ricardo Prates
- Rui Poças

## S
- Salazar Diniz

## V
- Vasco Lucas Nunes
- Vasco Riobom
- Vítor Estêvão
- Vítor Nobre